# Fricativa no sibilante retrofleja sorda
La Fricativa no sibilante retrofleja sorda es un sonido consonántico raramente encontrado, su símbolo en el alfabeto fonético internacional es ⟨ɻ̊˔⟩ y también se puede usar ⟨ɻ̝̊⟩.
En el único idioma encontrado donde se usa este sonido es el ormuri.

## Características
- Su modo de articulación es fricativo , lo que significa que se produce al contraer el flujo de aire a través de un canal estrecho en el punto de articulación, lo que provoca turbulencia . Sin embargo, no tiene la lengüeta acanalada y el flujo de aire dirigido, o las altas frecuencias de una sibilante.
- Su punto de articulación es retroflejo , lo que prototípicamente significa que está articulado subapical (con la punta de la lengua doblada hacia arriba), pero más generalmente significa que es postalveolar sin palatalizarse . Es decir, además de la articulación subapical prototípica, el contacto de la lengua puede ser apical (puntiagudo) o laminal (plano).

- Su fonación es sorda, lo que significa que se produce sin vibraciones de las cuerdas vocales.
- Es una consonante oral, lo que significa que se permite que escape el aire solamente a través de la boca.
- Es una consonante central, que significa que se produce por la dirección de la corriente de aire a lo largo del centro de la lengua, en lugar de a los lados.
- El mecanismo de flujo de aire es pulmonar, lo que significa que se articula empujando el aire únicamente con los pulmones y el diafragma, como en la mayoría de los sonidos.

## Ocurre en
| Idioma | Palabra               | AFI                   | Significado           | Notas |
| ------ | --------------------- | --------------------- | --------------------- | ----- |
| Ormuri | [ ejemplo requerido ] | [ ejemplo requerido ] | [ ejemplo requerido ] |       |